# François Topino-Lebrun
François Jean-Baptiste Topino-Lebrun (Marsiglia, 11 aprile 1764 – Parigi, 30 gennaio 1801) è stato un pittore e rivoluzionario francese.

## Biografia

L'Assedio di Sparta da parte di Pirro, 1799-1800

Nipote di Charles Topino, mastro ebanista, e figlio di Jean-Baptiste Topino, detto Le Brun o Lebrund, mercante di mobili marsigliese, François seguì gli studi pittorici presso l'Accademia di Marsiglia sotto la direzione di Jean-Joseph Kapeller. Nel 1784 si reca a Roma dove fece la conoscenza di Jacques-Louis David, allora all'opera per Il giuramento degli Orazi. Dal 1787 al 1790 studia a Parigi all'atelier di David e all'Accademia reale. Di ritorno a Roma dal 1790 al 1792, viene in contatto col gruppo d'artisti inclini alla Rivoluzione francese.
Nel dicembre 1792 fa ritorno a Parigi per sfuggire alle autorità romane. Nella capitale francese è ospite di David ed ottiene, nel giugno 1793, una missione per conto del ministro dell'interno al fine di valutare lo stato d'animo dei marsigliesi. In seguito, a settembre, grazie all'appoggio di David ed Antonelle, viene nominato giurato al Tribunale rivoluzionario e testimonia al processo contro Danton. Di opinioni moderate, mantiene il suo seggio anche dopo il 9 termidoro, fino al dicembre 1794. Appare in particolare nel processo del Comitato rivoluzionario di Nantes, alla fine del 1794.
Nell'autunno 1795, probabilmente a seguito di un periodo in carcere, conosce Gracco Babeuf e Marc-Antoine Jullien de Paris. Ciononostante, a novembre, lascia Parigi per accompagnare il montagnardo Bassal in missione ufficiale in Svizzera.
Rientrato a Parigi nella primavera 1797, viene scosso dal processo ai babuvisti a Vendôme e ritorna alla pittura. Dipinge quindi la Morte di Caio Gracco, allusione al tentativo di suicidio di Babeuf nella sala del tribunale dove fu pronunciata la sua sentenza di morte. Al Salon del luglio 1798 nessun criticò pronunciò il nome di "Gracco".
Durante l'estate 1799, Topino-Lebrun figura tra i membri del Club del Maneggio, che riunisce i neogiacobini. In questo stesso periodo, comincia la realizzazione di un grande dipinto, l'Assedio di Lacedemone, incitando il popolo a difendere la Repubblica.
Conosciuto come giacobino e simpatizzante per i babuvisti, è implicato in un complotto che mira ad assassinare il console Bonaparte e viene arrestato insieme ad altri congiurati, tra i quali il vice generale Aréna e lo scultore Ceracchi. Al processo, tenutosi appena dopo l'attentato della rue Saint-Nicaise, Topino-Lebrun si dichiara innocente ma viene condannato a morte il 9 gennaio 1801. Il 22 gennaio, in un lungo testo, respinge nuovamente le accuse a suo carico ma otto giorni dopo viene ghigliottinato.

## Opere
Topino-Lebrun è salito alla ribalta durante la sua vita per la Morte di Caio Gracco, un dipinto storico censurato dal regime napoleonico, riscoperto alla fine del XIX secolo, restaurato e messo in mostra nel 1977 grazie all'iniziativa del critico d'arte Alain Jouffroy.
È inoltre conosciuto come l'autore di una Testa femminile e dell'Assedio di Sparta da parte di Pirro (Vizille, Museo della Rivoluzione francese).